# Херши, Милтон
Милтон Херши (англ. Milton Snavely Hershey; 13 сентября 1857, Пенсильвания — 13 октября 1945, Херши, Пенсильвания) — основатель первой американской шоколадной компании «Hershey’s» и города Херши в Пенсильвании.

## Биография
В 1901 году кондитер Милтон Херши решил организовать фабрику по производству шоколада, который до этого был редким лакомством в Америке, привозимым из Европы. Бизнес оказался прибыльным, и в 1906 году разбогатевший кондитер приобрел большой участок земли для расширения фабрики и привлечения новых работников. Он решил построить не просто улицы с рядами жилых домов, а город с аллеями, усаженными деревьями улицами, с кирпичными двухсемейными домами с газонами и двориками. Он был заинтересован в обеспечении своих служащих не только работой, но и социальной поддержкой: различными магазинами, качественной системой образования, медицины, транспорта и т. д.
Так появился город-парк Херши (HersheyPark), который торжественно открылся 24 апреля 1907 года и быстро расширился в течение следующих нескольких лет, когда появились места отдыха и развлечения, аттракционы, плавательный бассейн, танцзал, зоопарк, а с появлением трамваев и поездов город стал удобен не только для его жителей, но смог принимать приезжающих гостей. Особенной заслугой Милтона Херши стало то, что многие строения появились во время Великой депрессии, таким образом создавались рабочие места, именно тогда были построены гостиничный комплекс, театр, стадион, клуб для проведения культурных и общественных мероприятий.
В 1912 году семья Херши собиралась путешествовать на британском лайнере «Титаник», однако из-за внезапной болезни жены путешествие пришлось отменить.
За год до смерти он отошёл от управления фабрикой и городом. В возрасте 88 лет умер в основанном им городе в больнице своего имени (Hershey Hospital).